# Unión del Trabajo
La Unión del Trabajo (en polaco: Unia Pracy, UP) es un partido político polaco miembro de la Internacional Socialista, y del Partido Socialista Europeo.
El partido obtuvo el 7,3% de los votos y 41 escaños en las elecciones generales de 1993. En las elecciones generales de 1997 no superó el mínimo exigido del 5% y no obtuvo representación parlamentaria. En las elecciones de 2001 se presentó junto a la Alianza de la Izquierda Democrática y consiguió 16 escaños de los 116 de la coalición. Algunos miembros abandonaron el partido para unirse al Partido Socialdemócrata de Polonia (SdPl). En mayo de 2004 formó una alianza con el SdPl en la que ambos partidos acordaron presentarse conjuntamente a las elecciones generales, apoyar a Marek Borowski como candidato para las elecciones presidenciales y formar un nuevo partido político tras las elecciones. A finales de 2006 formó la coalición Izquierda y Demócratas junto a otros partidos.